# Pareas nigriceps
Espèce
Statut de conservation UICN

 DD  : Données insuffisantes
Pareas nigriceps est une espèce de serpents de la famille des Pareatidae.

## Répartition
Cette espèce est endémique des monts Gaoligong dans la province du Yunnan en République populaire de Chine.

## Publication originale
- Guo & Deng, 2009 : A new species of Pareas (Serpentes: Colubridae: Pareatinae) from the Gaoligong Mountains, southwestern China. Zootaxa, n. 2008, p. 53-60.